# Saint-Omer-Capelle
Saint-Omer-Capelle – miejscowość i gmina we Francji, w regionie Hauts-de-France, w departamencie Pas-de-Calais.
Według danych na rok 1990 gminę zamieszkiwało 757 osób, a gęstość zaludnienia wynosiła 71 osób/km² (wśród 1549 gmin regionu Nord-Pas-de-Calais Saint-Omer-Capelle plasuje się na 643. miejscu pod względem liczby ludności, natomiast pod względem powierzchni na miejscu 286.).